# جون هنري وليامز (لاعب كرة قاعدة)
جون هنري وليامز (بالإنجليزية: John Henry Williams)‏ هو لاعب كرة قاعدة أمريكي، ولد في 27 أغسطس 1968، وتوفي في 6 مارس 2004 بسبب ابيضاض الدم.

## وصلات خارجية
- جون وليامز على موقع IMDb (الإنجليزية)

- جون وليامز على موقعبيزبول رفرنس.كوم (الدوري الثانوي) (الإنجليزية)